# KT&G
A KT&G másképpen Korea Tobacco & Ginseng Corporation (한국담배인삼공사 Hanguk Tambe Inszam Kongsza) vezető dohányipari cég. Dél-Koreában több mint 2 milliárd amerikai dolláros éves jövedelmet bonyolít le. KT&G eredetileg egy
állami tulajdonú cég volt, de mára a többségi tulajdon külföldieknél van. A KT&G a világ legnagyobb dohányipari cégeivel versenyzik, mint a British American Tobaccóval, Japan Tobaccóval vagy a Philip Morris International.
A KT&G termeli a koreai cigarettamárkák egy részét, The One, Indigo, Arirang, This, This Plus, Zest, Esse, Raison, és Lo Crux néven. Terjeszkedik Koreán kívül is, főleg a szupervékony márkája, az Esse kerül értékesítésre, Oroszországban és kelet-európai országokban.
Központja Tedzsonban található.